# 时光与他，恰是正好
《時光與他，恰是正好》 是一部2022年中國大陸網絡劇。由企鵝影視出品。由陳戎暉執導，劉飛、劉辰光编劇，改編自蔣牧童的同名小說。盧昱曉、吳俊霆領銜主演，盧俊傑、肖雨、董子凡、黎明旭、張恆銘主演的青春校園劇。於2022年12月25日起在騰訊視頻公開。

## 播放平台
| 頻道   | 所在地   | 播出日期                     | 播出時間 |
| 爱奇艺 | 中国大陆 | 2022年12月25日-2023年1月11日 | 18:00    |
| 优酷   | 中国大陆 | 2022年12月25日-2023年1月11日 | 18:00    |
| WeTV   | 全球     | 2022年12月25日-2023年1月11日 | 18:00    |
| Viki   | 全球     | 2022年12月25日-2023年1月11日 | 18:00    |

## 剧情介绍
倔强可爱的林惜 (盧昱曉 饰) 故意接近狡猾的优等生季君行 (吳俊霆 饰)。在两人互帮互助的友谊中，两人的感情日渐深厚。他们不仅成为了朋友，最终也实现了自己的梦想和目标。

## 演员列表

### 主要演员
| 演員   | 角色   | 介紹 |
| 盧昱曉 | 林惜   |      |
| 吳俊霆 | 季君行 |      |
| 盧俊傑 | 秦愷   |      |
| 肖雨   | 江憶綿 |      |
| 董子凡 | 謝昂   |      |
| 黎明旭 | 高雲朗 |      |
| 張恆銘 | 陳墨   |      |